# Вејланд (Кентаки)
Вејланд (енгл. Wayland) град је у америчкој савезној држави Кентаки.

## Демографија
По попису из 2010. године број становника је 426, што је 128 (43,0%) становника више него 2000. године.
| Група             | 2000.       | 2010.       |
| Белци             | 297 (99,7%) | 418 (98,1%) |
| Афроамериканци    | 0 (0,0%)    | 1 (0,2%)    |
| Азијати           | 0 (0,0%)    | 0 (0,0%)    |
| Хиспаноамериканци | 0 (0,0%)    | 3 (0,7%)    |
| Укупно            | 298         | 426         |